# Sportler des Jahres 1959 (Deutschland)
Die besten deutschen Sportler des Jahres 1959 wurden im Dezember in der Tellkampfschule in Hannover ausgezeichnet. Veranstaltet wurde die Wahl zum 13. Mal von der Internationalen Sport-Korrespondenz (ISK). An der Wahl beteiligten sich 431 deutsche Sportjournalisten (sowohl aus der Bundesrepublik als auch aus der DDR), die den Leichtathleten Martin Lauer auf den ersten Platz wählten. Lauer erhielt dabei 3912 Punkte und wurde von 320 Journalisten an erster Stelle genannt. Beste Frau in der Rangliste war auf der 13. Position die Eiskunstläuferin Marika Kilius (als Paarläuferin gemeinsam mit Hans-Jürgen Bäumler gewertet), die somit als Sportlerin des Jahres ausgezeichnet wurde. Als Mannschaft des Jahres wurde der Deutschland-Achter geehrt.

## Einzelsportler
|     | Sportler/Sportlerin | Sportart       | Punkte | Erfolge 1959                                          |
| --- | ------------------- | -------------- | ------ | ----------------------------------------------------- |
| 1.  | Martin Lauer        | Leichtathletik | 3912   | Weltrekorde über 110 Meter Hürden und 200 Meter       |
| 2.  | Rudi Altig          | Radsport       | 2795   | Weltmeister in der Einerverfolgung der Amateure       |
| 3.  | Carl Kaufmann       | Leichtathletik | 1932   | Europarekord über 400 Meter                           |
| 4.  | Täve Schur (DDR)    | Radsport       | 1397   | Weltmeister im Straßenrennen der Amateure             |
| 5.  | Manfred Germar      | Leichtathletik | 0856   | Deutscher Meister über 100 und 200 Meter              |
| 6.  | Philipp Fürst       | Gerätturnen    | 0842   | Europameisterschaftsdritter im Mehrkampf              |
| 7.  | Paul Schmidt        | Leichtathletik | 0814   |                                                       |
| 8.  | Bubi Scholz         | Boxen          | 0763   | Verteidigung des Europameistertitels im Mittelgewicht |
| 9.  | Uwe Seeler          | Fußball        | 0671   | Torschützenkönig der Oberliga Nord                    |
| 9.  | Heinz Pfeiffer      | Radsport       | 0671   | Weltmeister im Einer-Kunstradfahren                   |
|     |                     |                |        |                                                       |
| 13. | Kilius/Bäumler      | Eiskunstlauf   | 0581   | Europameister im Paarlauf                             |

Das zweitbeste Ergebnis unter den Frauen erzielte die auf Platz 19 positionierte Kanusportlerin Rosemarie Bisinger mit 337 Stimmen, am drittbesten schnitt die Schwimmerin Wiltrud Urselmann mit 224 Stimmen ab (in der Gesamtwertung Rang 26).

## Mannschaften
|    | Mannschaft                        | Sportart       | Punkte | Erfolge 1959                           |
| -- | --------------------------------- | -------------- | ------ | -------------------------------------- |
| 1. | Deutschland-Achter                | Rudern         | 0755   | Europameister                          |
| 2. | Hockeynationalmannschaft          | Hockey         | 0427   |                                        |
| 3. | Leichtathletik-Nationalmannschaft | Leichtathletik | 0420   |                                        |
| 4. | Handballnationalmannschaft        | Handball       | 0400   |                                        |
| 5. | Eintracht Frankfurt               | Fußball        | 0129   | Deutscher Meister                      |
| 6. | TSV 1860 München                  | Leichtathletik | 0128   |                                        |
| 7. | Fußballnationalmannschaft         | Fußball        | 076    |                                        |
| 8. | Germania Düsseldorf               | Rudern         | 070    | Europameister im Vierer mit Steuermann |
| 9. | EV Füssen                         | Eishockey      | 046    | Deutscher Meister                      |